# Hlinsko (Rudolfov)
Hlinsko (německy Hlinz, Lintz (1376), Linz (1386)) je vesnice, část města Rudolfov v okrese České Budějovice v Jihočeském kraji. Nachází se asi dva kilometry jihozápadně od Rudolfova, na Vráteckém potoce. Je zde evidováno 57 adres. V roce 2011 zde trvale žilo 187 obyvatel.
Hlinsko leží v katastrálním území Hlinsko u Vráta o rozloze 1,28 km². Katastr je územně oddělen od Rudolfova a tvoří tak exklávu města Rudolfov.

## Historie
Vesnice byla založena na přelomu 13. a 14. století a až do roku 1848 byla poddaná Budějovicím. První písemná zmínka o vesnici je z roku 1376. Název pochází zřejmě od místní hlinité půdy. V okolí vsi se od 16. století těžila železná ruda.
V Hlinsku sídlí pobočka Národního institutu pro další vzdělávání.

## Obyvatelstvo
| Rok            | 1869 | 1880 | 1890 | 1900 | 1910 | 1921 | 1930 | 1950 | 1961 | 1970 | 1980 | 1991 | 2001 | 2011 | 2021 |
| -------------- | ---- | ---- | ---- | ---- | ---- | ---- | ---- | ---- | ---- | ---- | ---- | ---- | ---- | ---- | ---- |
| Počet obyvatel | 149  | 143  | 174  | 160  | 296  | 371  | 451  | 409  | 107  | 124  | 119  | 131  | 164  | 187  | 188  |
| Počet domů     | 19   | 19   | 20   | 24   | 35   | 43   | 61   | 99   | 32   | 30   | 30   | 39   | 45   | 49   | 49   |

## Obecní správa
Po vzniku obcí v roce 1850 patřilo Hlinsko po celých 100 let pod Vráto, spolu s ním bylo 1. ledna 1952 připojeno k Českým Budějovicím, 12. června 1960 se opět stalo součástí obce Vráto. 1. ledna 1976 bylo Hlinsko připojeno k Rudolfovu. Poté se Vráto opět osamostatnilo, ale Hlinsko již zůstalo součástí Rudolfova.

## Pamětihodnosti

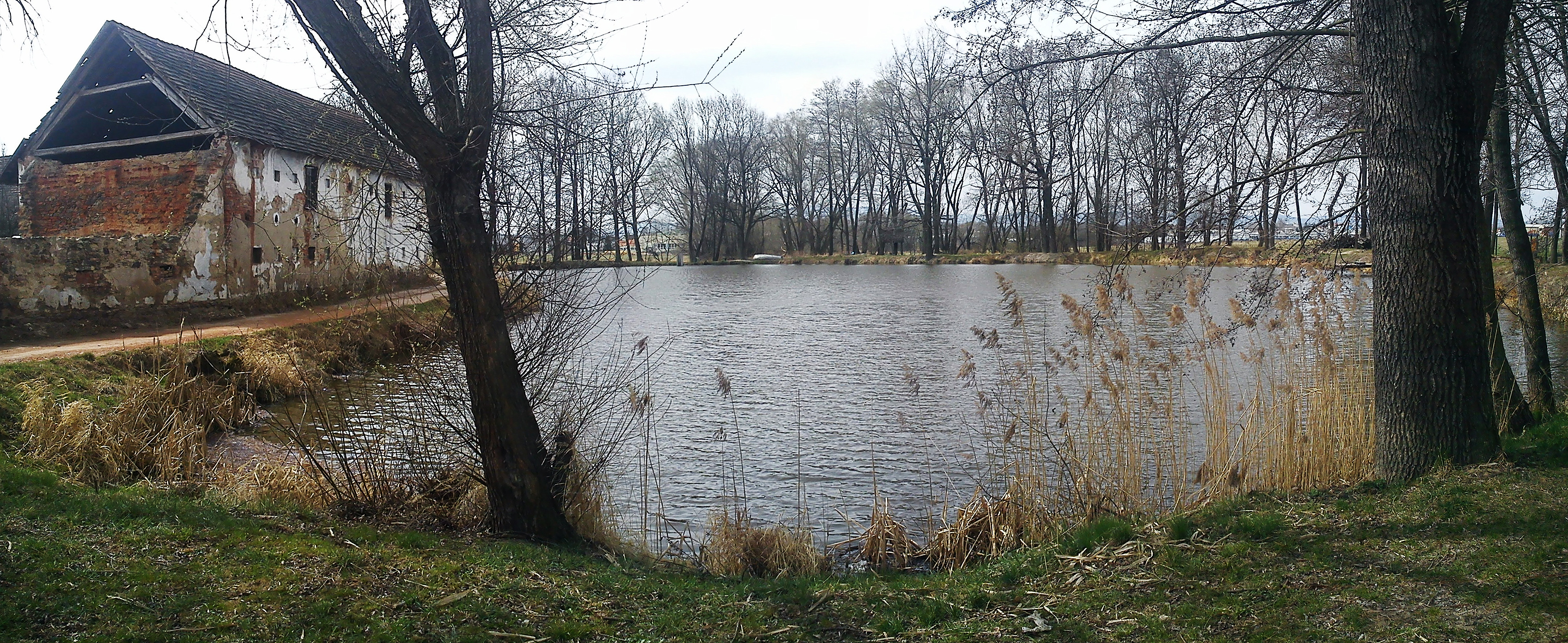
Rybník ve vsi

- Návesní kaple Nejsvětější Trojice z roku 1885
- Výklenková kaplička před vsí směrem k Českým Budějovicím
- Památky lidové architektury